# Лана Барић
Лана Барић (11. децембар 1979, Сплит) хрватска је позоришна, филмска и телевизијска глумица.

## Биографија
Рођена је 11. децембра 1979. у Сплиту. У Сплиту је завршила основну школу у којој је била ученик генерације. 1997. је завршила Прву језичку гимназију у Сплиту, а 1998. уписује новинарство на Факултету политичких знаности у Загребу. 1999. добија стипендију и иде на студије у Француску, у Сент Етјен. 2001. уписује Академију сценских умјетности у Сарајеву коју завршава 2005. у класи Сенада Башића и Александра Јевђевића. 
Још током академије добила је своје прве улоге. 2005. године остварује први ангажман у загребачком позоришту Мала сцена. У позоришту Мала сцена играла је улоге у бројним представама попут Humble Boy и Бум Томица. Осим тога такође је глумила у бројним независним позоришним групама. 2011. постала је чланица ансамбла драме у Хрватском народном казалишту у Загребу. У ХНК Загреб такође је одиграла бројне улоге од којих се издвајају представе На дну Максима Горког, Вишњик Чехова и Аретеј Мирослава Крлеже. 
Лана Барић је такође остварила бројне филмске и телевизијске улоге од којих су најпознатије улоге у серијама Виза за будућност и Стипе у гостима, као и у филмовима Тереза 37 (за који је написала и сценарио) и Ти мене носиш. Освојила је бројне награде од којих се издвајају награда Санел Агић за најбољег младог глумца на Фестивалу босанскохерцеговачке драме 2003. године, награда Јудита Сплитског љета за изузетно глумачко остварење 2007. године, награда за најбољу женску улогу на Фестивалу кратког филма у Бриселу 2011. године, награда за најбољу улогу у категорији мањинских копродукција на ФЕСТУ, Златна арена Пулског фестивала за најбољу споредну женску улогу 2013. године.

## Филмографија
| Год.         | Назив                     | Улога                   |
| ------------ | ------------------------- | ----------------------- |
| 2000.-е      |                           |                         |
| 2001.        | Sugar-free (кратки филм)  | Дјевојка                |
| 2004.        | Црна хроника (серија)     | Аиса                    |
| 2005.        | Go west                   | Дјевојка на глисеру     |
| 2006.        | Виза за будућност         | Кики                    |
| 2009.        | Загребачке приче          | Лана                    |
| 2009.        | Жути мјесец               | Лана                    |
| 2010.-е      |                           |                         |
| 2008. - 2014 | Стипе у гостима           | Нивес                   |
| 2010.        | Мајка асфалта             | Вишња                   |
| 2011.        | Прва дама Дубраве         | Мама                    |
| 2012.        | Ноћни бродови             | Ања                     |
| 2012.        | Забрањено смијање         | Биба                    |
| 2013.        | Загонетни дјечак          | Професорка              |
| 2013.        | Мрзим те                  | Дуњина мама             |
| 2013.        | Шути                      | Мама                    |
| 2014.        | Косац                     | Ана                     |
| 2014.        | Марков трг                | Мирјана Грубер Цицварић |
| 2015.        | Недјеља                   | Мајка                   |
| 2015.        | Ти мене носиш             | Ивес                    |
| 2015.        | Belladonna                | Медицинска сестра       |
| 2015.        | Да сам ја нетко (серија)  | Ивес                    |
| 2016.        | Орах                      | Полицајка               |
| 2016.        | Трамполин                 | Хелена                  |
| 2017.        | Трешње (кратки филм)      | Мајка                   |
| 2017.        | Сигуран лет               | Вишња                   |
| 2018.        | Дубоки резови             | Мајка                   |
| 2018.        | Глумим, јесам             | Ива                     |
| 2019.        | Друкер                    | Соња                    |
| 2019.        | Јужно воће (кратки филм)  | Марина                  |
| 2020.-е      |                           |                         |
| 2018. - 2021 | Беса (серија)             | Марија Перић            |
| 2020.        | Еден                      | Ева                     |
| 2020.        | Тереза 37                 | Тереза                  |
| 2021.        | Паликућа (кратки филм)    | Јагода                  |
| 2022.        | Подручје без сигнала      | Тања                    |
| 2022.        | Carpe diem! (кратки филм) | Лада                    |
| 2022.        | Глава велике рибе         | Весна                   |
| 2022.        | Трагови                   | Вера                    |
| 2023.        | Ја ћу прва (кратки филм)  |                         |
| 2024.        | Шлагер                    | Сара                    |